# 初宮参り

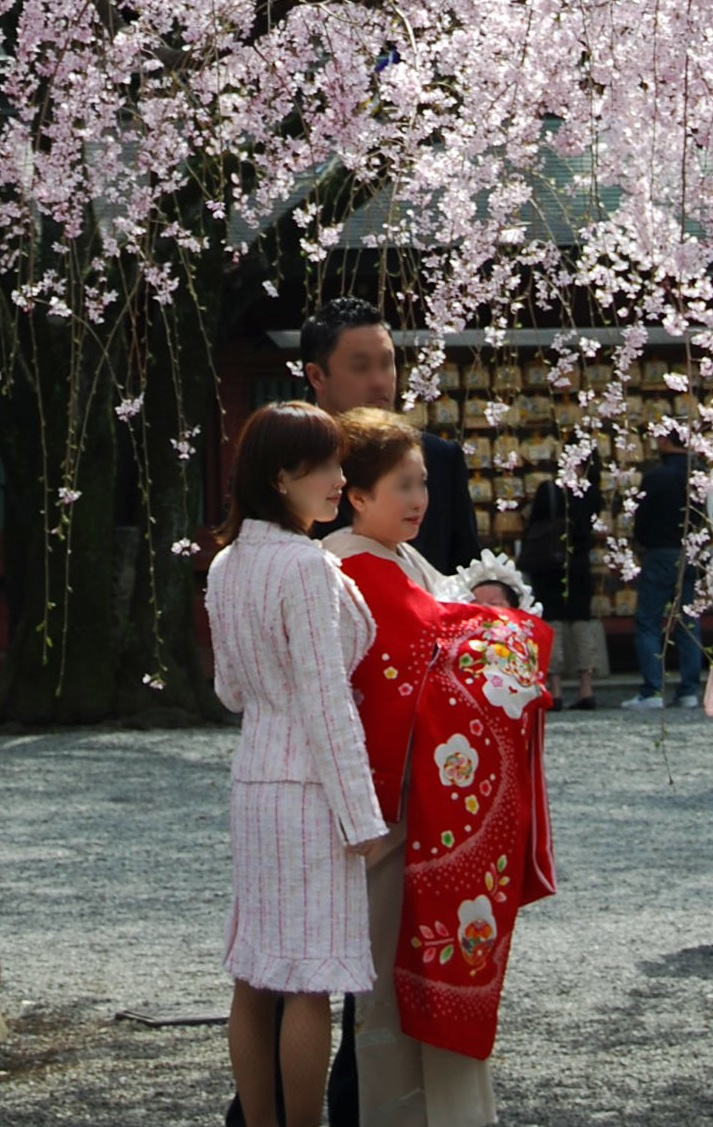
神社に、宮参りのため訪れた親子（2008年・東京都府中市大國魂神社）

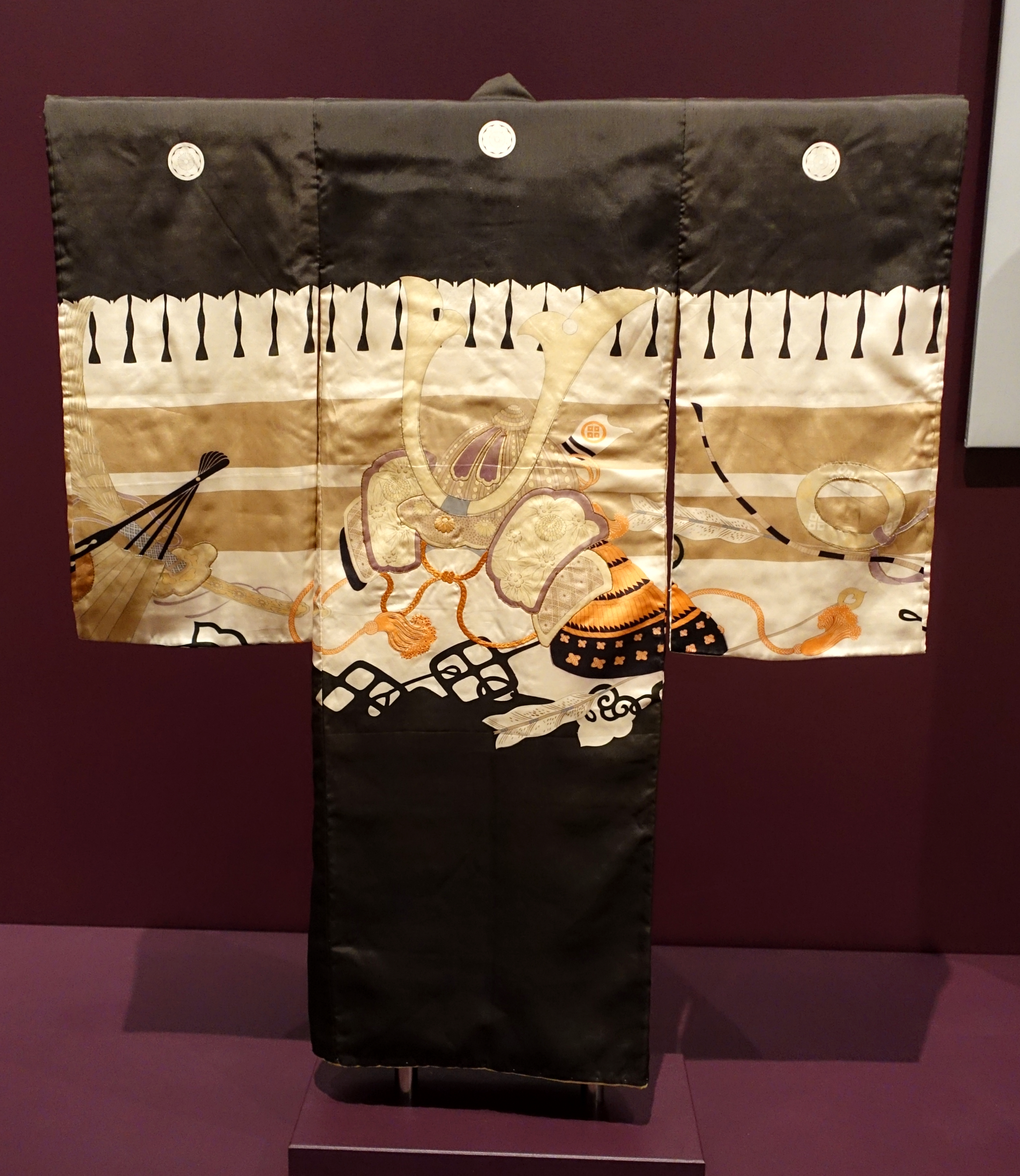
昭和時代の絹の宮参り着。ジョージ・ワシントン大学テキスタイル博物館所蔵

初宮参り（はつみやまいり）とは、赤ちゃんが無事に生誕1か月目を迎えたことを産土神に感謝して報告する行事である。初宮詣（はつみやもうで）とも。通常、単に宮参り（お宮参り）というと初宮参りのことを指す。

## 風習
日本には赤ちゃんの誕生と健やかな成長を願って、生誕約1か月目に、両親と父方の祖母が付き添って神社にお宮参りをする風習がある。古くは男児32日目、女児33日目に乳母または親戚の女性が抱き、その上に宮参り着と呼ばれる晴れ着を被せて、将来を祝福されるために産土神に参詣した。

## 時期
一般的に男の子は生後31日や32日、女の子は32日や33日に行われるようであるが各地域で様々である。最近では主に生後1か月頃に行われていることが多い。
京都においては、女の子が早くお嫁に行けるようにと、男の子よりも早い時期にお宮参りを済ませる風習がある。

## 宮参り着の例

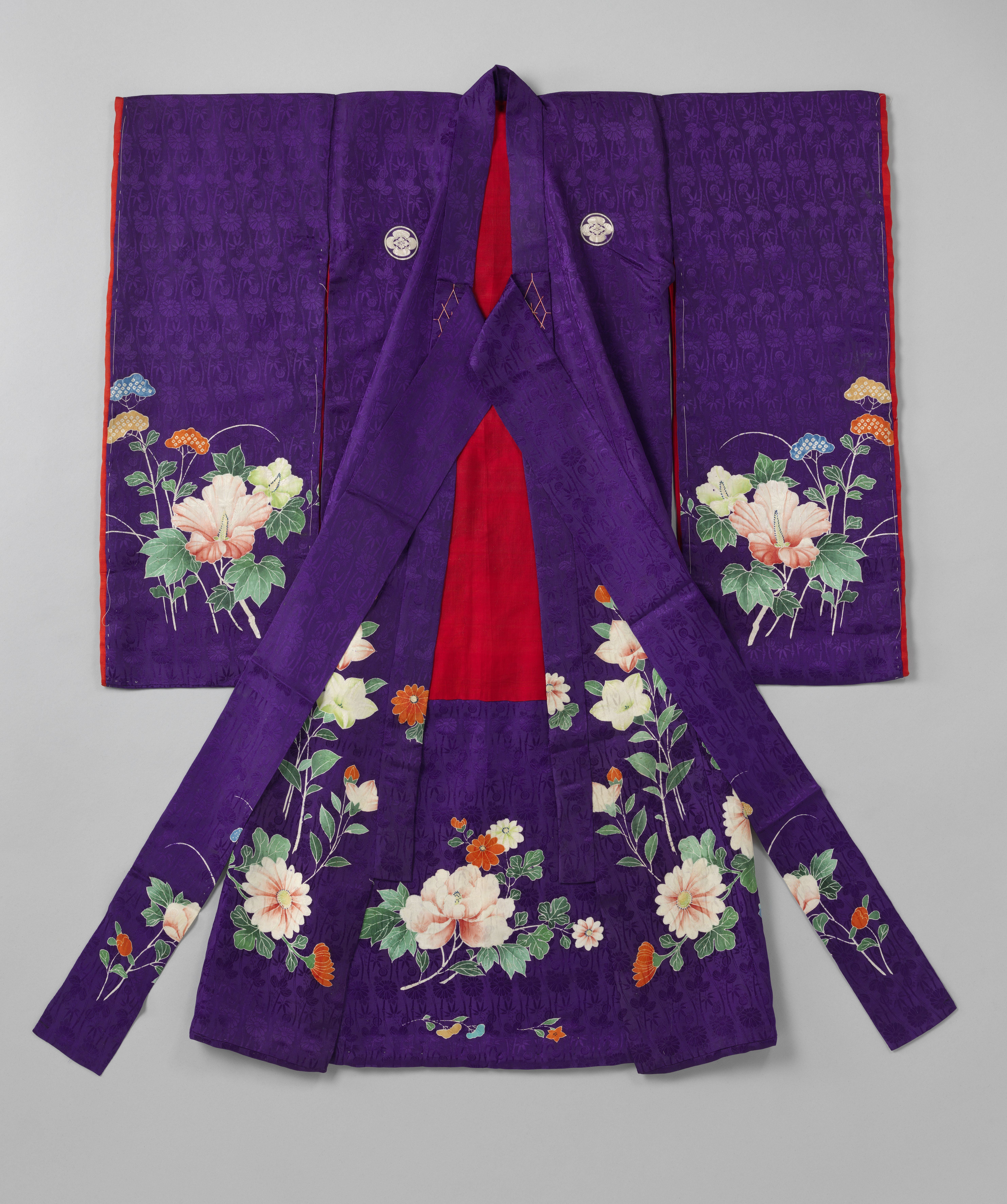
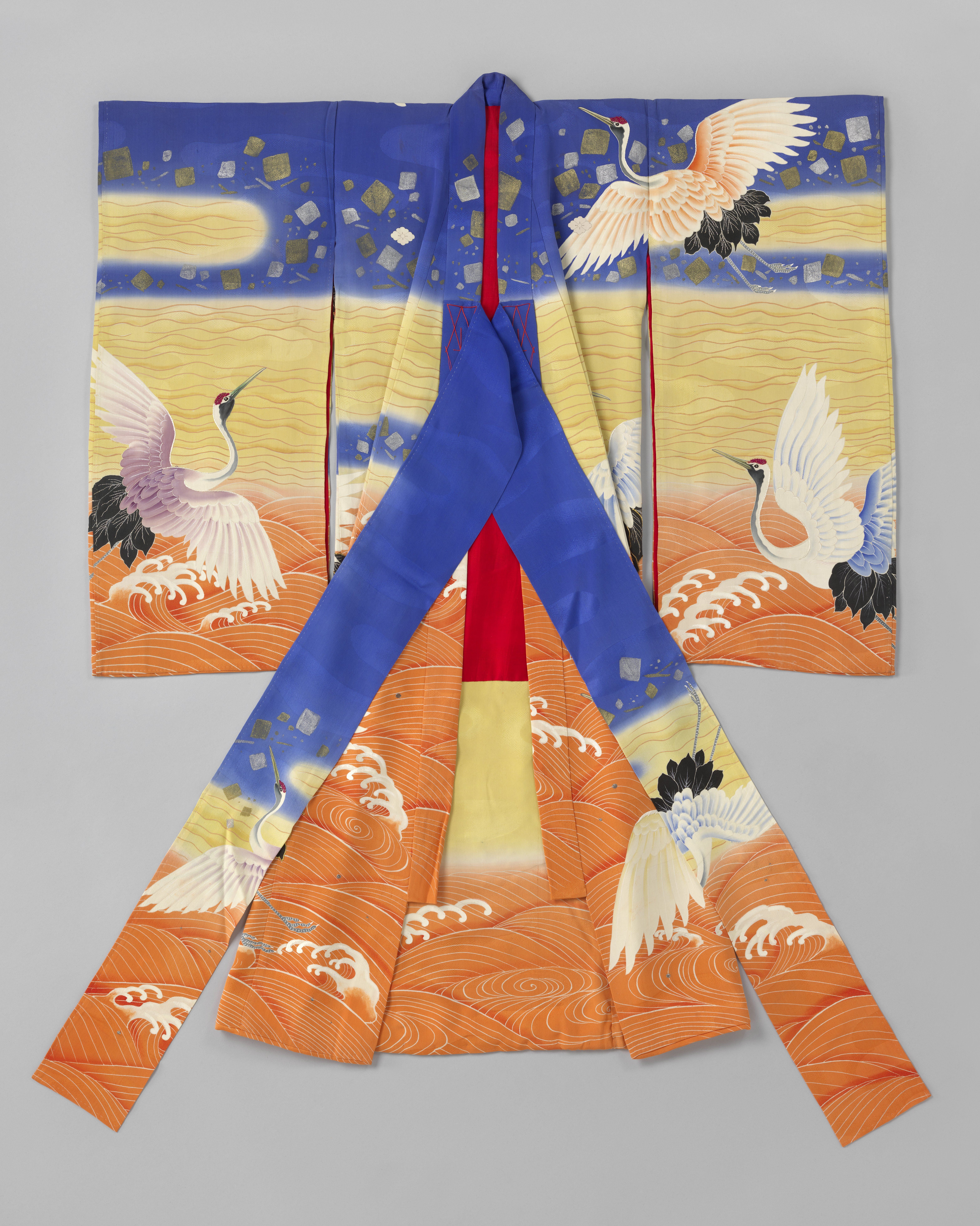
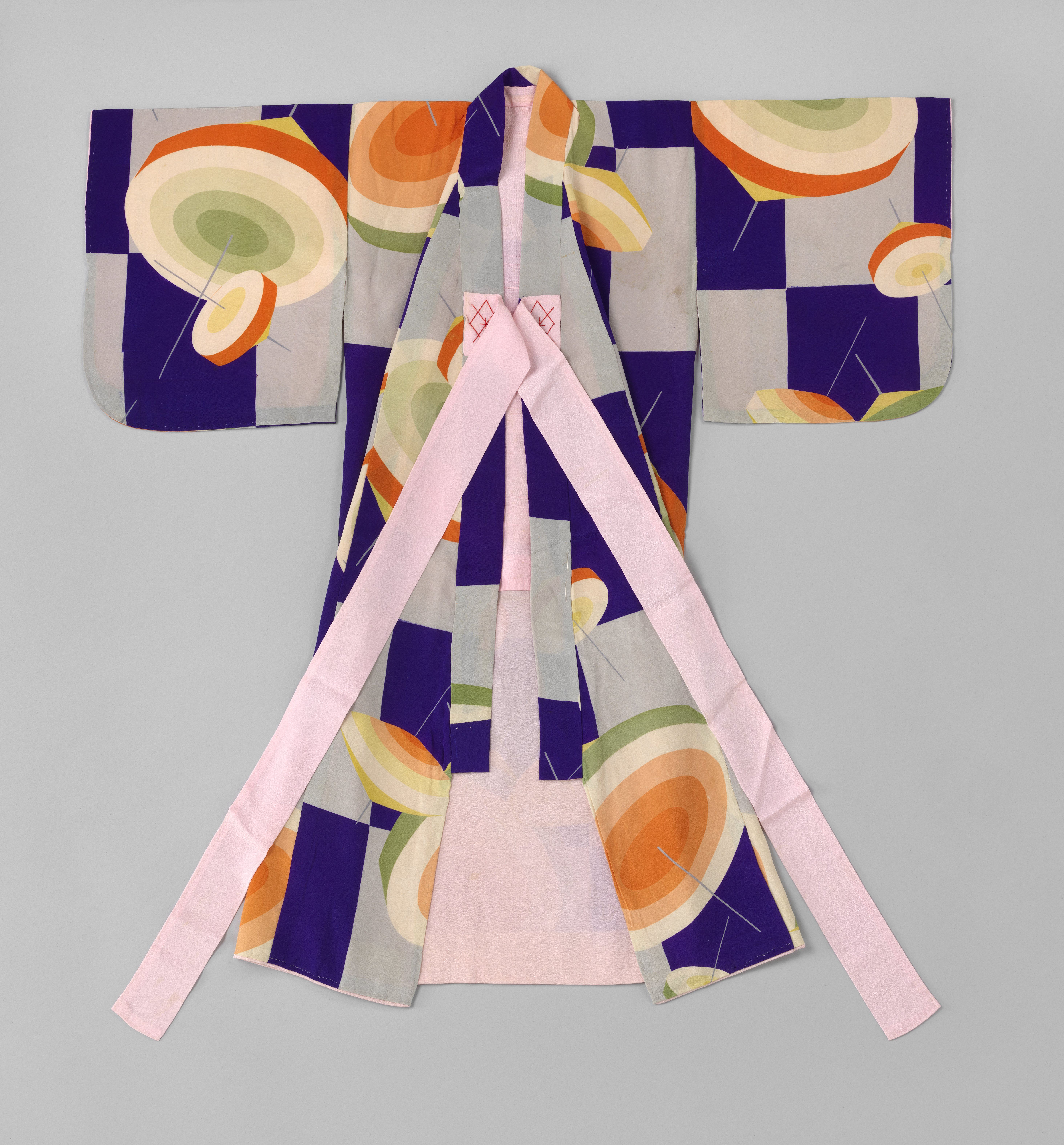
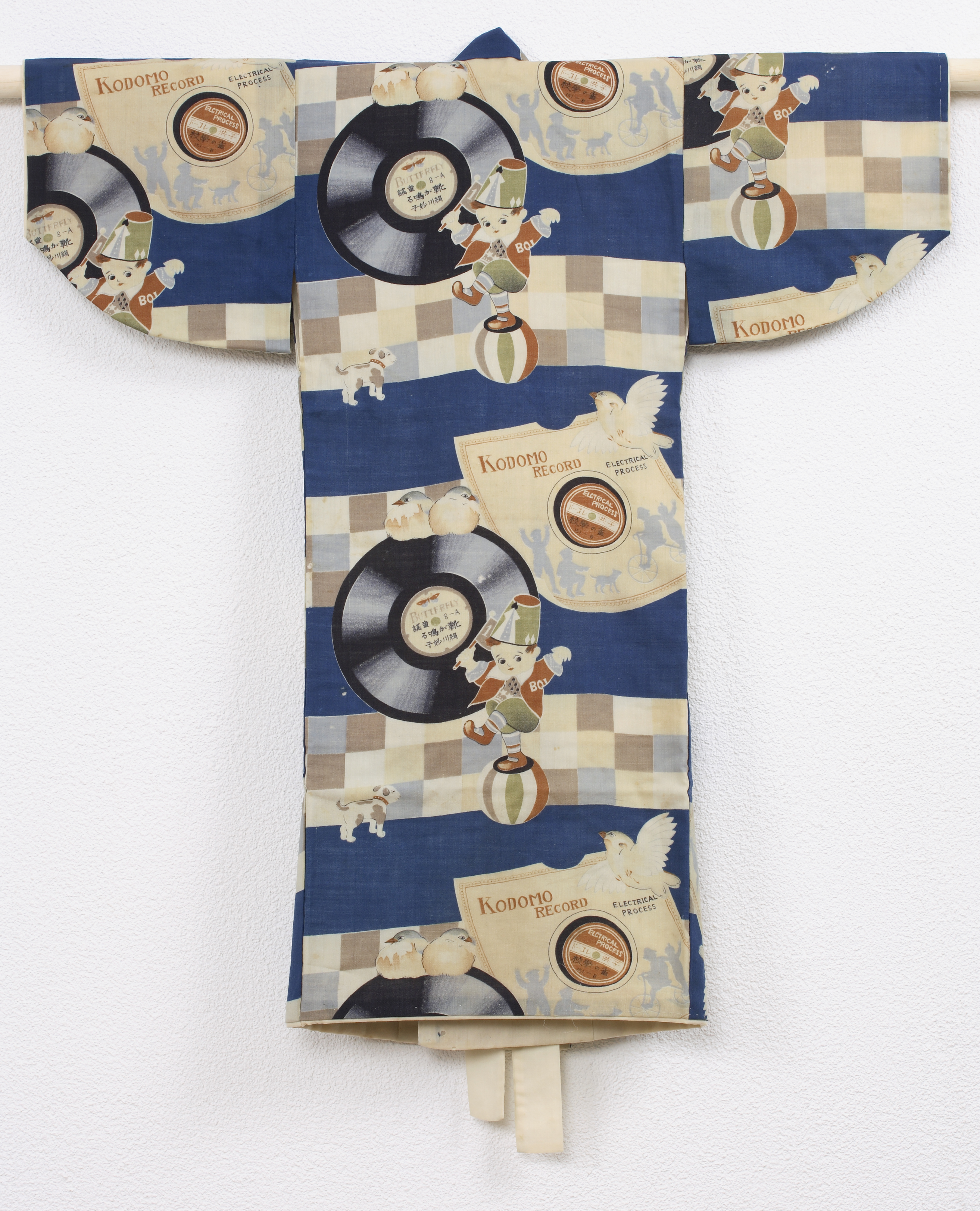
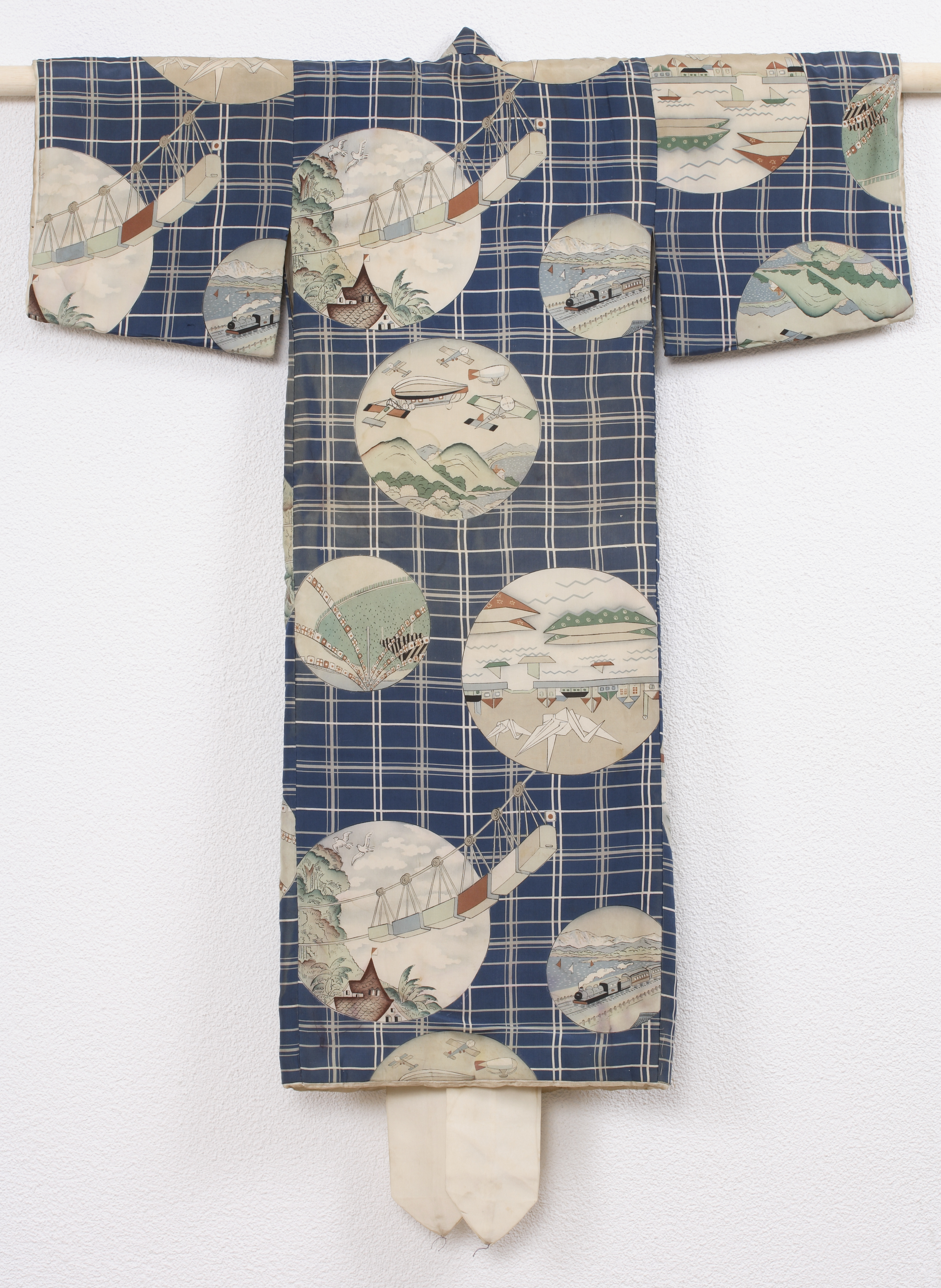
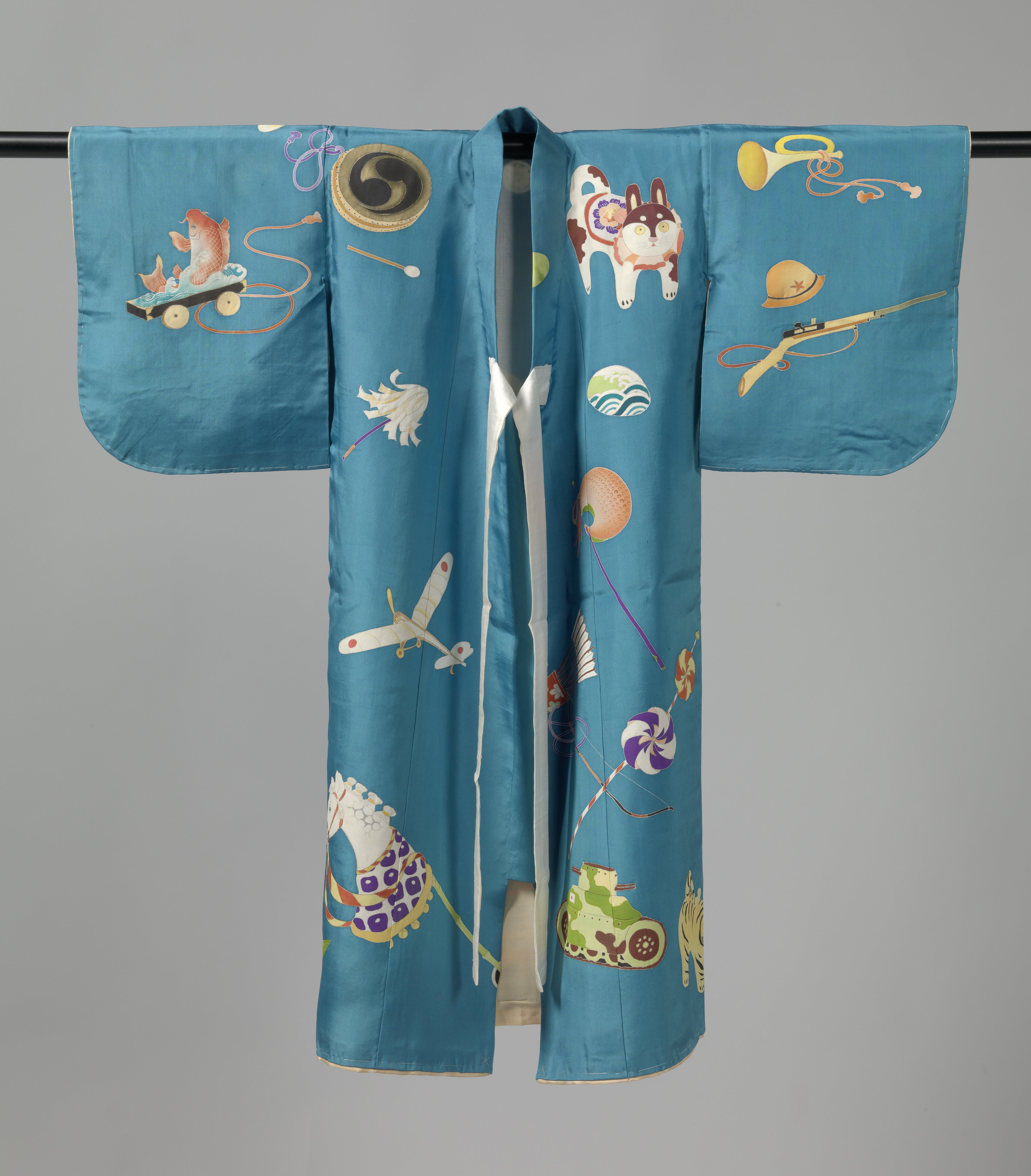

## 地方習俗
あやつこ(綾子)
子供の「お宮参り」の時に、鍋墨(なべずみ)や紅などで、額に「×」、「犬」と書くことをこう呼ぶ。悪魔よけの印で、イヌの子は良く育つということに由来するとされ、全国的にでは無いが、地方によって行われる所がある。
古文献によると、この「あやつこ(綾子)」は紅で書いたとある、だが紅は都の上流階級でのみ使われたことから、一般の庶民は「すみ」、それも「なべずみ」で書くのが決まりであったという。この「なべずみ」を額に付けることは、家の神としての荒神(こうじん)の庇護を受けていることの印であった。東北地方で、この印を書くことを「やすこ」を書くと言う。宮参りのみでなく、神事に参列する稚児（ちご）が同様の印を付ける例がある。
「あやつこ(綾子)」を付けたものは、神の保護を受けたものであることを明示し、それに触れることを禁じたのであった。のちには子供の事故防止のおまじないとして汎用されている。柳田國男の『阿也都古考』によると、奈良時代の宮女には「あやつこ(綾子)」の影響を受けたと思われる化粧の絵も認められ、また物品にもこの印を付けることもされていたらしい。
雪隠参(せっちんまいり)
類似した風習は関東地方でも行われ、生後7日目に雪隠に参ることが行われていた。産神の元を離れこの世で再生する儀礼である。